# Брайт Джон Ессьєн
Брайт Джон Ессьєн (англ. Bright John Essien; нар. 21 березня 2002) — нігерійський футболіст, нападник німецького клубу ФСВ «Дуйсбург».

## Кар'єра
Навчався в Тернопільському національному технічному університеті імені Івана Пулюя. Паралельно зі здобуттям освіти займався футболом, грав за «Тернопіль-ДЮСШ» у чемпіонаті області. У сезоні 2019 року зіграв 11 матчів у чемпіонаті, в яких відзначився двома голами та отримав чотири жовті картки.
Наприкінці травня 2020 року відправився на перегляд у «Перемогу», а 19 вересня того ж року підписав 2-річний контракт з дніпровським клубом, ставши першим легіонером клубу в професіональному футболі. У футболці «Перемоги» дебютував 20 вересня 2020 року в програному (0:1) виїзному поєдинку 3-го туру Другої ліги проти криворізького «Кривбасу». Есьєн вийшов на поле на 73-й хвилині, замінивши Артема Сьомку.
1 липня 2022 року на правах вільного агента перейшов до складу аматорського німецького клубу «Алеманнія» (Ессен).
1 січня 2023 року перейшов до клубу ФСВ «Дуйсбург», який виступає в Оберлізі Нижнього Рейну, пятому за значущістю дивізіоні Німеччині.